# Kuhfladen-Bingo

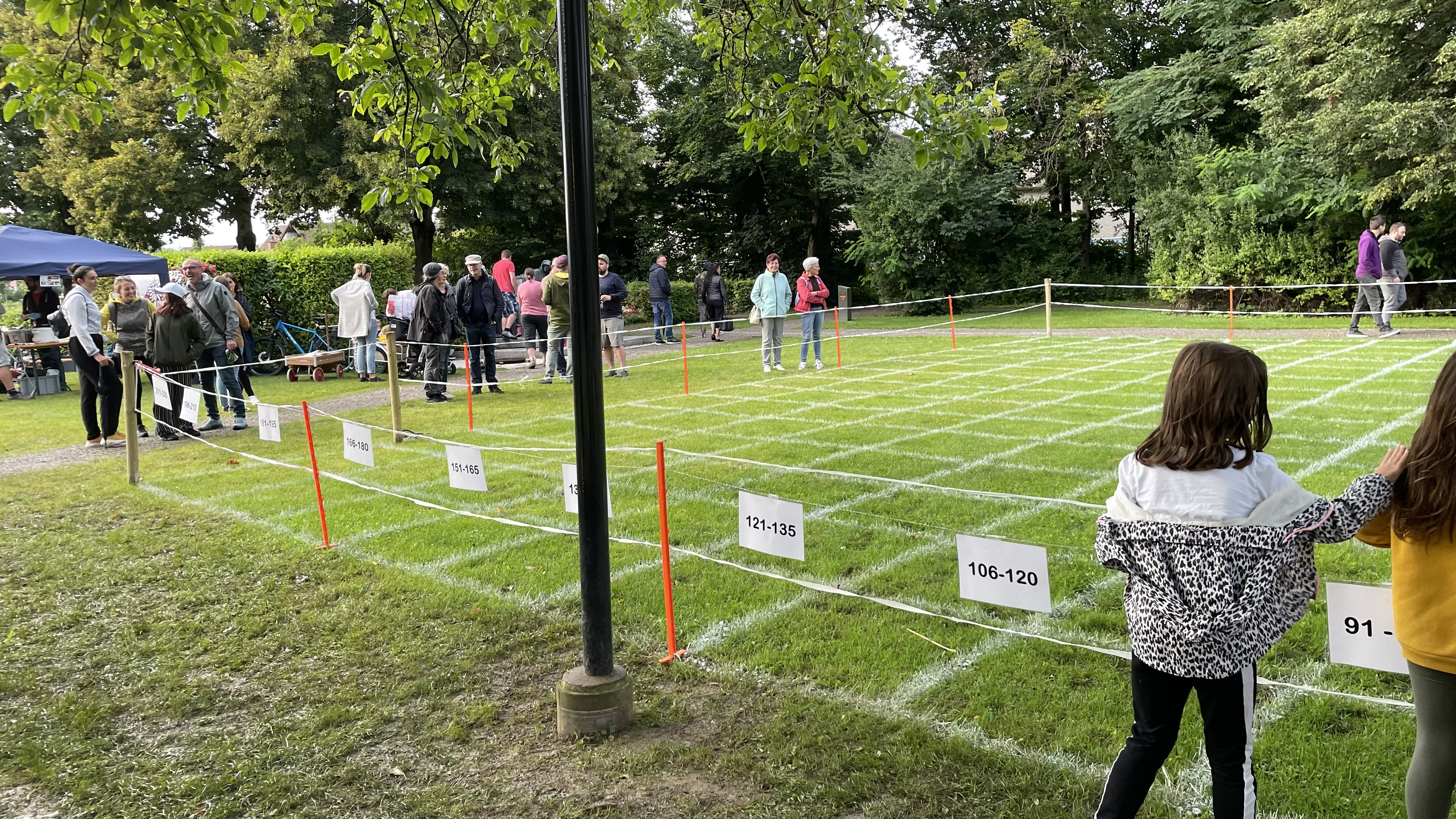
Kuhlottofeld in Bad Zurzach

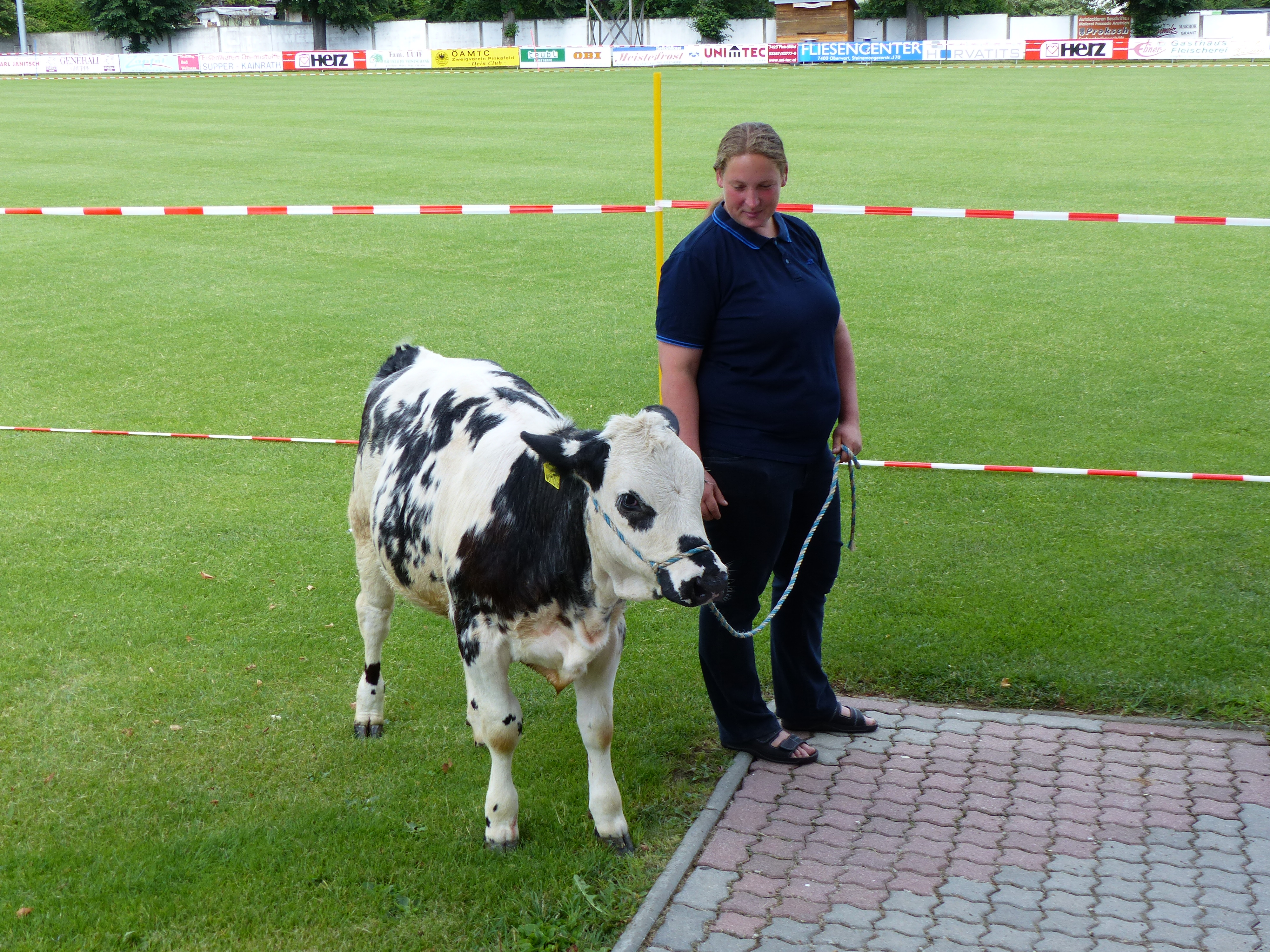
Die Kuh „Schnucki“ als Wertungskuh beim Kuhfladen-Bingo des SC Pinkafeld 2017

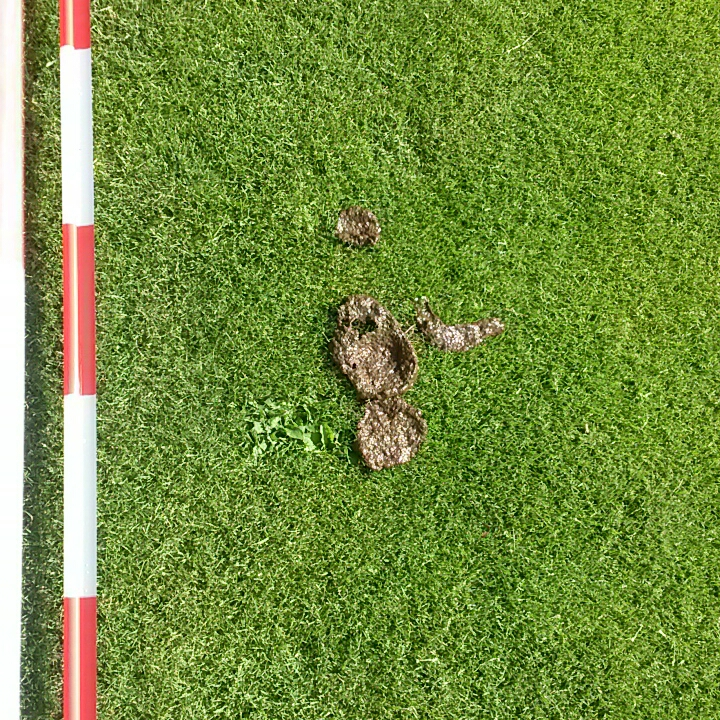
Die Position des Fladens entscheidet über den Gewinner

Kuhfladen-Bingo bzw. auch Kuhfladen-Lotto ist ein dem Roulette ähnelndes Glücksspiel. Eine Wiese wird in Felder unterteilt, entweder mittels Markierungen oder nur virtuell. Die Spielteilnehmer geben Wetten ab, in welches Feld eine dort weidende Kuh ihren „Kuhfladen“ fallen lassen wird. Das Spiel soll auf einem alten Zeitvertreib von Bauernburschen beruhen und findet im ländlichen Raum oft im Rahmen von Kirmesveranstaltungen statt.
Der Film Schotter wie Heu über das Leben in dem kleinen baden-württembergischen Dorf Gammesfeld (Landkreis Schwäbisch Hall), der 2003 in die deutschen Kinos kam, dokumentiert unter anderem die Durchführung eines Kuhfladen-Bingos.
Im schweizerischen Ort Lenk im Simmental findet jeweils am Jahresende ein Kuhfladenlotto mit zwei Kühen und einem Feld statt, das in 400 nummerierte Quadrate eingeteilt ist.
Seit mehr als 20 Jahren organisiert die Guggenmusik Se-Barzlis in Bad Zurzach ein Kuhlotto am 1. August.
Außerdem findet seit 2005 auch in Ruswil das Kuhfladenbingo immer am ersten Vollmond des Frühlings statt. 2012 wurde es auch beim Kirchhellen-Tag und in Eckerde angeboten.
Auch in einem Werbespot des schwedischen Möbelhauses Ikea war 2007 Kuhfladen-Bingo als Zeitvertreib zu sehen.
In den USA ist ein vergleichbares Spiel namens „Chicken Shit Bingo“ (Hühnerdreck-Bingo) bekannt. Die Regeln sind identisch mit denen des Kuhfladen-Bingos, jedoch befindet sich das „Spielfeld“ in der Regel innerhalb eines Hühnerkäfigs, und der Protagonist des Spieles ist ein Huhn. Durch den kleineren Maßstab des Spielfeldes ist es auch möglich, in Gebäuden zu spielen.